# Jacques Poos
Jacques Poos (Lussemburgo, 3 giugno 1935 – Lussemburgo, 19 febbraio 2022) è stato un politico ed economista lussemburghese.

## Biografia
Jacques Poos si laureò nel 1958 presso l'Università di Losanna in Economia e Commercio, conseguendo quindi il dottorato di ricerca nello stesso ateneo tre anni dopo.
Responsabile degli studi presso lo STATEC (Service for Studies and Statistics of Luxembourg) dal 1962 al 1964, nel 1964 divenne direttore della stamperia cooperativa e della Escher Tageblatt.
Nel 1969 Jacques Poos iniziò la sua carriera politica come consigliere comunale a Esch-sur-Alzette, carica che mantenne fino al 1976. Fu eletto alla Camera dei Deputati nel 1970 e fu presidente del gruppo parlamentare socialista dal 1975 al 1976 e anche presidente della commissione parlamentare finanze e bilancio per lo stesso periodo. Fu eletto nel comitato esecutivo del Partito Socialista dei Lavoratori del Lussemburgo (LSAP) nel 1976 e divenne vicepresidente del partito nel 1982, carica ricoperta fino al 1975.
Dal 1976 al 1979 Jacques Poos fu ministro delle finanze del suo Paese, nonché governatore della Banca mondiale, del Fondo monetario internazionale e della Banca europea per gli investimenti. Dal 1980 al 1982 fu a capo della Banca continentale del Lussemburgo (BCL o "conti"), e in seguito responsabile della gestione della banca Paribas Luxembourg SA.
Dal 1984 ebbe varie cariche: Vicepresidente del Governo, Ministro degli Affari Esteri, del Commercio Estero e della Cooperazione, Ministro dell'Economia e del ceto medio, Ministro del Tesoro. Tra il 1994 e il 1999 fu Vice Primo Ministro, Ministro degli Affari Esteri, del Commercio Estero e della Cooperazione e Ministro della Forza Pubblica. Da gennaio a luglio 1985 e da gennaio a luglio 1991 presiedette il Consiglio dell'Unione europea.
Jacques Poos è morto nel 2022. Si era allontanato dalla scena politica nel 2004.